# Nuno Afonso
Nuno Miguel Figueiredo Afonso (6 de outubro de 1974) é um ex-futebolista profissional português que atuava como defensor.

## Carreira
Nuno Afonso representou a Seleção Portuguesa de Futebol, nas Olimpíadas de 1996, que terminou em quarto lugar. 